# Tipula subeluta
Tipula subeluta är en tvåvingeart som beskrevs av Johnson 1913. Tipula subeluta ingår i släktet Tipula och familjen storharkrankar. Inga underarter finns listade i Catalogue of Life.